# 伊日·赫莱迪克
伊日·赫莱迪克（捷克語：Jiří Hledík，1929年4月19日—2015年4月25日），捷克男子足球运动员，司职后卫。他曾代表捷克斯洛伐克国家队参加1954年国际足联世界杯，结果队伍止步小组赛阶段。